# Старгород
Ста́ргород — село в Україні, в Шептицькому районі Львівської області. Населення становить 144 осіб.

## Історія села
Старгород — одне з найстаріших сіл на Львівщині. Поблизу села, на березі р. Західний Буг, збереглися залишки давнього міста Всеволожа, перша згадка про яке з'являється на сторінках літопису Руського у 1098 році. Це поселення виникло задовго до літописної згадки, пережило періоди розквіту, часи, коли запроваджувалося християнство в Київській Русі, роки міжусобних княжих воєн. В 1241 році монголо-татари знищили місто Всеволож, яке більше і не відродилося, залишившись селом.
Населений пункт неодноразово був під владою іноземних держав.
Понад 100 років Старгород був прикордонним селом Австро-Угорщини.
Місцева греко-католицька церква Покрови Пр. Богородиці була дерев'яною, зведена в 1882 р., була дочірньою церквою від парафії Тудорковичі Варяжського деканату Перемишльської єпархії.
На 01.01.1939 в селі проживало 740 мешканців, з них 650 українців-грекокатоликів, 80 українців-римокатоликів, 10 євреїв. Село входило до гміни Хоробрув Сокальського повіту Львівського воєводства Польської республіки.
В 40-х рр. ХХ ст. селяни відчули справжнє лихоліття українсько-польського протистояння, операції НКВС, примусове виселення.
1-5 липня 1947 року під час операції «Вісла» польська армія виселила з Старгорода на щойно приєднані до Польщі північно-західні терени 40 українців. У селі залишилося 12 поляків.
За радянсько-польським обміном територіями 15 лютого 1951 року село передане до УРСР, а частина польського населення переселена до Нижньо-Устрицького району, включеного до складу ПНР.

Старгород відродився, в ньому почали діяти школа, клуб, з 1988 року — церква. 

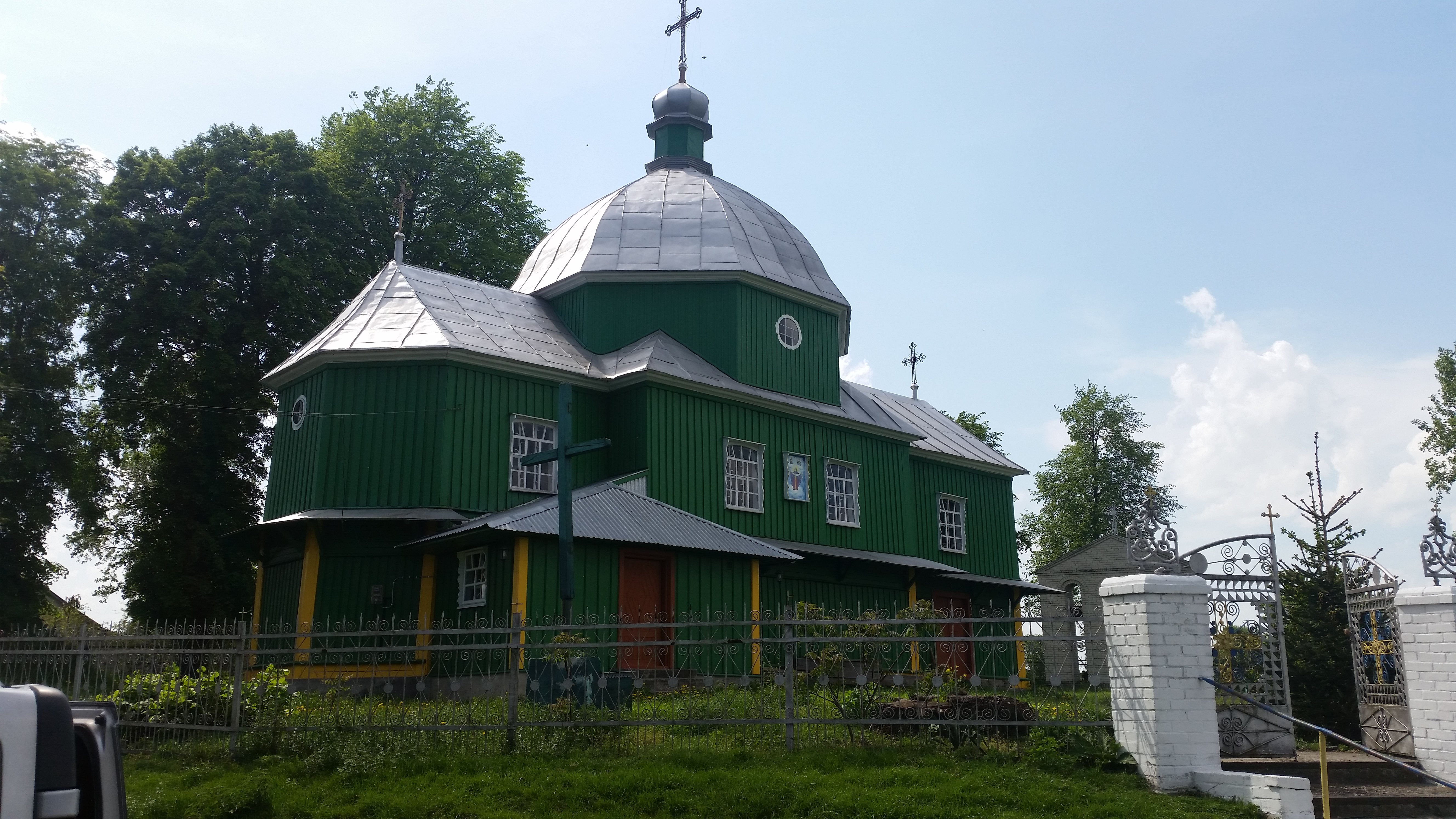
Церква Покрови (1892 р.) у с. Старгород. Світлина 2018 р.

## Старгород— Всеволож— Кора …
Нарис про Старгород я виділив окремо, на прохання місцевого краєзнавця Володимира Опульського. Досліджуючи історію Літовежа за нарисом Леона Пучковського історика краєзнавця цього села, я не міг не стикнутись із Старгородом.
Пучковський писав що при особистій зустрічі із геніальним дослідником історії Волині Олександром Цинкаловським, останній розміщував Всеволож на Літовежському городищі. Але чи це так?
Ми знаємо що через Всеволож (перший) пролягав шлях з Володимира в Галичину. Через Літовеж пролягав шлях до Белза ще в трипільські часи 3700 років в минуле, коли на місці Літовежа стояла Кума. Звичайно з Белза шлях ішов на Перемишль і Краків, але не в княжі часи. До 1100 року Буг розмив місто Куму так, що переправитись із Літовежського городища на Шехтори «вхідні ворота» було неможливо, і шлях до Белза з Володимира проляг через Крилів, і Белз не був і не є Галичиною.
Через Старгород також не пролягав шлях із Володимира в Галичину, бо він стоїть збоку і не може претендувати на перший Всеволож, це по-перше. По- друге — на Старгороді немає спалення 1098 року, а тільки 1241 р.,про що довели ленінградські археологи на чолі з Раппопортом, який був надзвичайно визначним археологом, і не довіряти йому немає сенсу. По- третє Старгород не лежав на кордоні черв енської і володимирської земель.
Але натомість учасник походу Польщі на західно — волинські землі в 1377 р. Янка з Чарнкова, якого дослідив історик Антін Демчук пише, що Всеволож в 1377 р. «лежав на високому лівому березі Бугу».
Ще ми знаємо що Всеволож лежав на кордоні червенської і володимирської землі, а також що після 1098 р., коли його спалили Володар і Василько, він не відновлювався.
З цього всього виходить, що Всеволожів було два, і лежали вони в різних місцях.
На перший Всеволож претендує найбільше Сокаль. Шлях в Галич пролягав з Володимира через Порицьк, Сокаль, Добротвір, Кам'янку, Буськ, і там переходив прямуючи в Галич.
Під Сокалем могли зустрітись Володар, який сидів у Галичі, і Василько, що сидів в Теребовлі. «Йшовши під Всеволож, а те місто було Давидове, вони обступили його і взяли списом».
Сокаль раніше до 1377 р. називався Сокіл, по польськи Сокаль, і лежав на лівому березі Бугу, в районі польського кляштора, і тільки в 1519 р. був перенесений на місце зруйнованого давньоруського городища, яке не відновлювалось після спалення. Будівничим першого був князь Всеволод Володимирович, якого звинуватили в окультизмі і нетрадиційних зв'язках із Заходом. Перед страхом кари смерті він утік в Скандинавію, де і загинув у 995 р.
При розкопках старого городища на місці Сокаля в підземеллях замку знайдені образи з хрестами, вишиті сріблом і золотом, чаші для вина. Спалення городища можна віднести до 1098 р. Поряд через річку було поселення Сокіл, тобто там тримали яструбів і соколів для княжого полювання, яке в той час було розповсюджене. З цього можна думати, що перший Всеволож був літньою резиденцією Всеволода Володимировича, а надалі можливо й інших князів.
Можливо Василько і Володар спалили Всеволож тому, що це була резиденція Давида — їхнього лютого ворога, проти якого з часом виступлять всі князі Київської Русі, і позбавлять його волинського престолу. А можливо ще й тому, що Давид хотів забрати у Василька теребовельську землю, взамін пропонуючи Перемиль, Шепель чи Всеволож. Як би там не було, але перший Всеволож, що був на місці теперішнього Соколя був спалений і більше не відновлювався, аж до переносу Сокаля у 1519 р. на його місце.
На перший Всеволож претендували кілька міст: Старгород, Жджари, Порицьк, але жоден із них не лежав на кордоні червенської і волинської землі крім Сокаля, а через Старгород і Літовеж не проходив шлях з Володимира в Галичину в княжі часи. Якщо всі скупі відомості скласти і проаналізувати, то перший Всеволож був на місці теперішнього Сокаля без ніякого сумніву.
Будівничим Старгородського Всеволожа був Волинський князь (белзо-червенський) Всеволод Мстиславич, рідний брат Романа Великого, що сидів у Володимирі і Бересті. У1188 р. Роман із Всеволодом завойовують Галич, і перший із них сідає там на престолі. Всеволод за військову допомогу отримує Володимирщину і Берестейщину, тобто вся західна Волинь опинилась у його руках, і Він закладає нову столицю між Белзом і Володимиром, але на Володимирській землі. Судячи з валів місто на той час було дуже великим. Всеволод не турбувався що Роман повернеться, бо останній був ще й запрошений до Галича місцевими боярами, але не так сталось як гадалось. У 1189 р. Роман мусів поступитись з Галича перед інтервенцією угорського короля Белі III, який посадив там свого сина Андрія.
Натомість Роман тільки з другого разу змусив Всеволода поступитись з Володимирщини, з допомогою свого тестя Рюрика. Перша допомога поляків була заслабка. Можливо Роман компенсував Всеволодові за новобудову, тому що місто було збудоване на володимирській землі. Кордон між Белзом від Крилова на Бузі ішов сушею до Сокола і там перейшовши річку прямував на схід. У 1195 р. тяжко поранений Всеволод, і поранений Роман в битві з поляками під Мозговою. Цього ж року вмирає Всеволод, а за ним і його дружина-царгородська цісарівна, яку для нього висватав Мстислав Ізяславич -чи його дружина Агнеса-донька Болеслава Кривоустого, яка через свою родину мала великі дипломатичні зв'язки в Європі, і не тільки…
В 1241 р. татари спалили Всеволож і зруйнували і в місті замок, який був у вигляді трикутника. На тому місці замок більше не відновлювався, але місто відновилось, можливо і замок, але вже на другому місці.
В 1287 р. Всеволож разом із окружними селами володимирський князь Мстислав Данилович дарує боярам (напевно за те, що намовили князя Володимира Васильковича віддати йому своє князівство). Тобто місто було столицею округи, і належало до Володимирщини. У Белзі і Холмі тоді сидів Юрій Львович.
В 1377 р. поляки взяли Холм, Грабовець, Городно і Всеволож, і злучились із мадярами під Белзом, який захищав хоробрий Юрій Наримунтович, праправнук короля Данила по його сину Роману.
Після цього Волинські землі були прилучені до Галичини, а саме: Холмщина, Белзщина, Червенщина, Бущина, і стали називатись «Руським королівством», а після останнього поділу Польщі 1795 р. відійшли до Австро- Угорської імперії, і перебували в ній до 1918 р. під назвою «королівство Галичини і Ладомирії». Ладомирія давня назва Волині від 565 р., походить від столиці Ладомира — теперішній Володимир. Волинські землі у Австрійському парламенті мали 8 послів від таких міст: Белз, Сокаль, Броди, Кристинопіль, Великі Мостки, Буськ, Олесько з Красним, Лопатин із Станіславчиком і Підкаменем.
Після 1377 р. Всеволож продовжує бути столицею повіту (дистрикту) до 1408 р., поки повіт не було перенесено до Сокаля. Після перенесення дистрикту у Сокаль Всеволож поступово прибирає назву Старгорд (тобто стара столиця повіту). Остання згадка за Всеволож (другий) відноситься до 1462 р. Це говорить про те, що протягом певного періоду Всеволож — Старгород носив дві назви.
Від давньої величі Всеволожа до наших днів дійшли тільки вали, дзвіниця, яку зруйнували комуністи у 70-х роках, і звичайно село Городиловичі, де князі проводили свій відпочинок, приїжджаючи на лови. Городиловичі — Городловів.
Князь Мстислав Ізяславич для свого сина Всеволода висватав константинопольську царівну, яка привезла до Белза чудотворну ікону, яку викрали поляки у 1377 р. і назвали Матір'ю Божою Ченстоховською. Ця ікона носила назву Белзька Богоматір. В цього князя були сини Олександр і Всеволод Всеволодович, який володів невеличким уділом в червенщині, і був тінню свого старшого брата. В історії з часом ця гілка волинських Рюриковичів губиться, поступаючись гілці великого Романа, з якої потім вийшло багато генії Русі — Вкрайни, і не тільки.
Всеволож був збудований на місці трипільського міста, спалення якого просліджується в Старгороді, і його можна віднести до XVII ст. до н. е. Це говорить про те, що трипільський Старгород був знищений кімерійцями.
Біля самого Старгорода зі Сходу раніше було село Підцикорів, поляки називали його Печигори. В цій назві і криється вся здогадка, циг- місто, кора — гора, переправа. Підцикорів — передмістя Кори. Сама назва Кора кидає нас в кам'яну добу, коли формувалась словенська мова на різних діалектах. Ко-Ра — це частина землі, що тягнеться до сонця. В дуже давні часи Бог називався Ра — Радо, і ототожнювався із сонцем.
Посланник сонця Радо 20 тис. років тому в епоху Водолія опустився на землю Ясним Соколом, і в злюбі із богинею води Мерою створили народ русів (етрусків). Тому то зображається він тризубом соколом, що опустився з неба на тлі блакитної води.
До Старгорода також відносяться два горби і вали Всеволожа на правому березі Бугу, це урочище Гівельша «за Пучковським». На цих двох горбах просліджується діяльність людини в кам"яному віці. Щодо валів, то вони раніше належали Всеволожу і омивались Бугом. Тільки з часом, коли річка змінила русло і розпорола Всеволож, відкинувши частину валів на правий берег, але це відбулось уже після спалення Всеволожа.
Назву Гівельша можна трактувати двояко: ламана незрозуміла мова, або гевельктос — в'ялений пивоварний солод. Перша версія говорить про те, що етруски прийшовши до Старгорода зустріли людей, які розмовляли незрозумілою їм мовою, і жили на цих двох горбах. Другий варіант значно молодший — в трипільські часи там була пивоварня, бо навпроти Гівельші через заплаву знаходиться урочище Кругель, що переводиться на сучасну мову як міра розливу пива чи пивний кухоль.
У трипільські часи Буг плив двома рукавами, але скоріше всього, що плив правою стороною через Целебень, попід Кругель, Ливень і Ливенчик, де останні — Ливень — пункт передачі або порт, Ливенчик — малий порт. Ці назви можна розшифрувати ще й так Ливень — лівонський город, Ливенчик — його передмістя, це все надалі потребує археологічного дослідження. Так як топоніміка Кори перекладається на три мови-руську-німецьку і румунську то можна думати що пелазги-фелестимляни були корінням цих народів-українського-німецького -румунського і не тільки.
У трипільські часи в районі Кори був конгломерат міст на чолі із Кумою — Літовежем «містом ярмарків і торгів». Там де пісочне лежало місто Сіда, Шехтори — вхідні ворота до Куми, з іншої сторони Куминка і Мала Кумдівинка — передмістя. Ливень, Ливенчик і Кругель були об'єднані валами в одне місто. Старгород — Кора, а також на місті старих Жджар і Жджарок можливо також трипільське місто -Кемпа=переправа-бо там у всі часи була переправа- потребує археологічного дослідження, бо в княжі часи там було місто по ліву і по праву сторону від тракту із замком. Біля Шехторів текла Бушельниця — притока Варяжанки, там судячи з назви був порт, де торгували збіжжям, бо бушель це міра сипучих тіл і рідин.
Коли в XVII ст. до н. е. трипільців — етрусків вигнали з їх рідних земель кімерійці — бостарни, то вони відійшовши на південь переселились в Палестину, Грецію, Італію, і відновлювали там назви своїх великих міст, які були у них на батьківщині. Серед цих міст була і Кора і Кума, остання входила до категорії дуже великих міст і мала свою сивиллу (покровительку). Тобто вже за 2000 до н ери років склалась наша вкраїнська сутність з високою національною культурою, мовою і релігією. А та частина трипілля (особливо на Волині) яка не відійшла на південь, і залишилась з ворогом, зберегла і донесла до нас крізь тисячоліття трипільську культуру. Тому то наша мова складається з чотирьох діалектів: трипільського, венедського, скіфо — слов'янського і сарматського. і якщо викинути будь-який діалект із нашої мови то ми втратимо свою сутність, свою історію, своє минуле, а це непоправимо. Я думаю з часом відкриються все нові і нові дані про Кору-Всеволож-Старгород і місто засяє у новій величі.